# Avala Ada Beograd
Avala Ada Beograd (code BELEX : AADA) est une entreprise serbe qui a son siège à Belgrade, la capitale de la Serbie. Elle travaille dans le secteur des emballages.

## Historique
Avala Ada Beograd a été créée en 1946 ; en 2003, elle est devenue membre du Kappa Star Group. La société a été admise au libre marché de la Bourse de Belgrade le 14 avril 2004 et exclue le 16 septembre 2011.

## Activités
Spécialisée dans la production d'emballages, Avala Ada Beograd produit des caisses et des boîtes pour le transport, des caisses américaines, des boîtes-présentoirs, des plateaux pour les fruits et les légumes etc. L'entreprise travaille notamment pour des sociétés comme Philip Morris, British American Tobacco, Henkel, Michelin, Interbrew ou Efes.

## Données boursières
Le 16 septembre 2011, date de sa dernière cotation, l'action de Avala Ada Beograd valait 1 900 RSD (16,95 EUR),. Elle a connu son cours le plus élevé, soit 13 000 RSD (116,01 EUR), le 26 octobre 2007 et son cours le plus bas, soit 1 250 RSD (11,15 EUR), le 12 août 2004.